# Seefeld in Tirol
Seefeld in Tirol è un comune austriaco di 3 398 abitanti nel distretto di Innsbruck-Land, in Tirolo. Rilevante stazione sciistica, è il capoluogo dell'Olympiaregion Seefeld teatro dei Giochi olimpici invernali del 1964 e del 1976 entrambi con sede a Innsbruck.

## Geografia fisica
Seefeld in Tirol si trova a circa 20 km a nordovest di Innsbruck e circa 10 km dal confine con la Germania; è situata su un altopiano a nord del fiume Inn, sullo spartiacque tra lo stesso e l'Isar. L'altopiano (dove si trovano anche Leutasch e Mösern è delimitato da una ripida discesa a valle a sud, i Monti di Mieming e del Wetterstein a ovest e i monti del Karwendel a est. A nord, la valle prosegue attraverso i comuni di Scharnitz e Mittenwald.

## Storia
Seefeld è stato menzionato per la prima volta nel 1073–1078 („Seuelt“), quando vi erano già una cappella sul lago e una fortezza.
Al 1384 risale il miracolo eucaristico che sarebbe avvenuto nella chiesa parrocchiale di Sant'Osvaldo, e che ebbe come protagonista il cavaliere Oswald Milser. L'episodio spinse in seguito ad ampliare la chiesa, divenuta meta di pellegrinaggi.

## Economia

### Sviluppo del turismo
| Anno | Numero di pernottamenti |
| ---- | ----------------------- |
| 1951 | 147.486                 |
| 1956 | 358.382                 |
| 1961 | 606.905                 |
| 1966 | 825.139                 |
| 1971 | 1.030.048               |
| 1976 | 1.124.825               |
| 1980 | 1.257.432               |
| 1992 | 1.370.000               |
| 2000 | 1.130.000               |
| 2001 | 1.148.520               |
| 2002 | 1.114.022               |
| 2003 | 1.087.431               |
| 2004 | 1.087.360               |
| 2005 | 1.102.164               |
| 2006 | 1.084.839               |

## Infrastrutture e trasporti
Seefeld in Tirol è collegata via treno a Monaco di Baviera e Innsbruck dalla ferrovia di Mittenwald (Mittenwaldbahn). In auto può essere raggiunta attraverso la strada B177, via Zirl, mentre l'aeroporto di Innsbruck si trova a circa 20 km di distanza: in inverno ci sono collegamenti da Amburgo, Berlino e Colonia.

## Sport

### Sci
Stazione sciistica specializzata nello sci nordico, è attrezzata con il Trampolino olimpico Toni Seelos e ha ospitato, oltre alle rassegne olimpiche, tappe della Coppa del Mondo di sci di fondo e di quella di combinata nordica, tra le quali quella inaugurale del 17 dicembre 1983. Ha ospitato i Campionati mondiali di sci nordico 1985 e i Campionati mondiali di sci nordico 2019.

### Escursionismo
Seefeld è una popolare meta per escursionisti. A causa della sua posizione su un altopiano ci sono molte interessanti passeggiate per ogni tipo di livello; in particolare in 15 minuti di cammino è possibile raggiungere Wildmoos attraversando boschi e sentieri. Nella stagione invernale questi sentieri si tramutano in piste da fondo.

## Galleria d'immagini

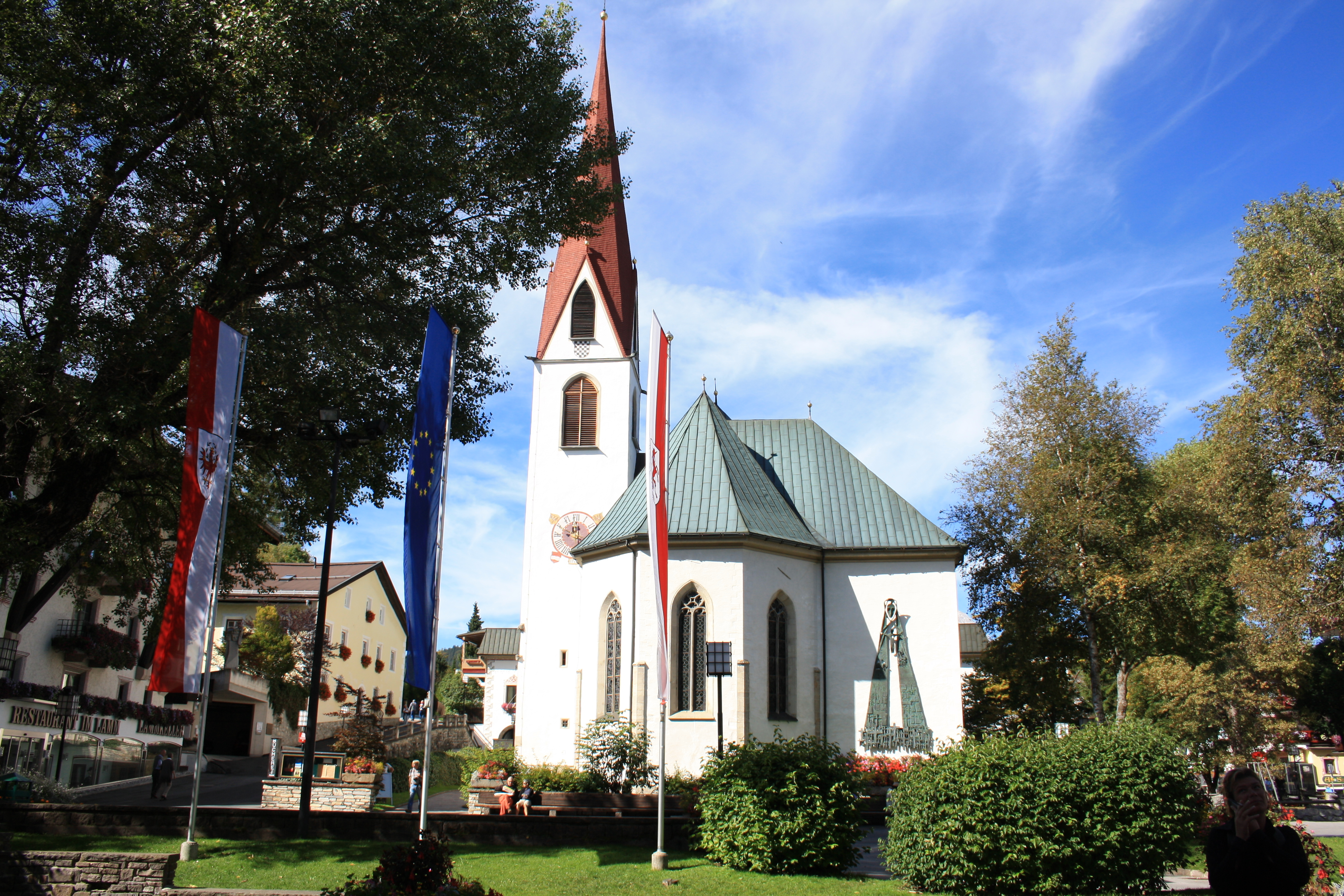
La chiesa parrocchiale di Sant'Osvaldo, situata nel centro storico

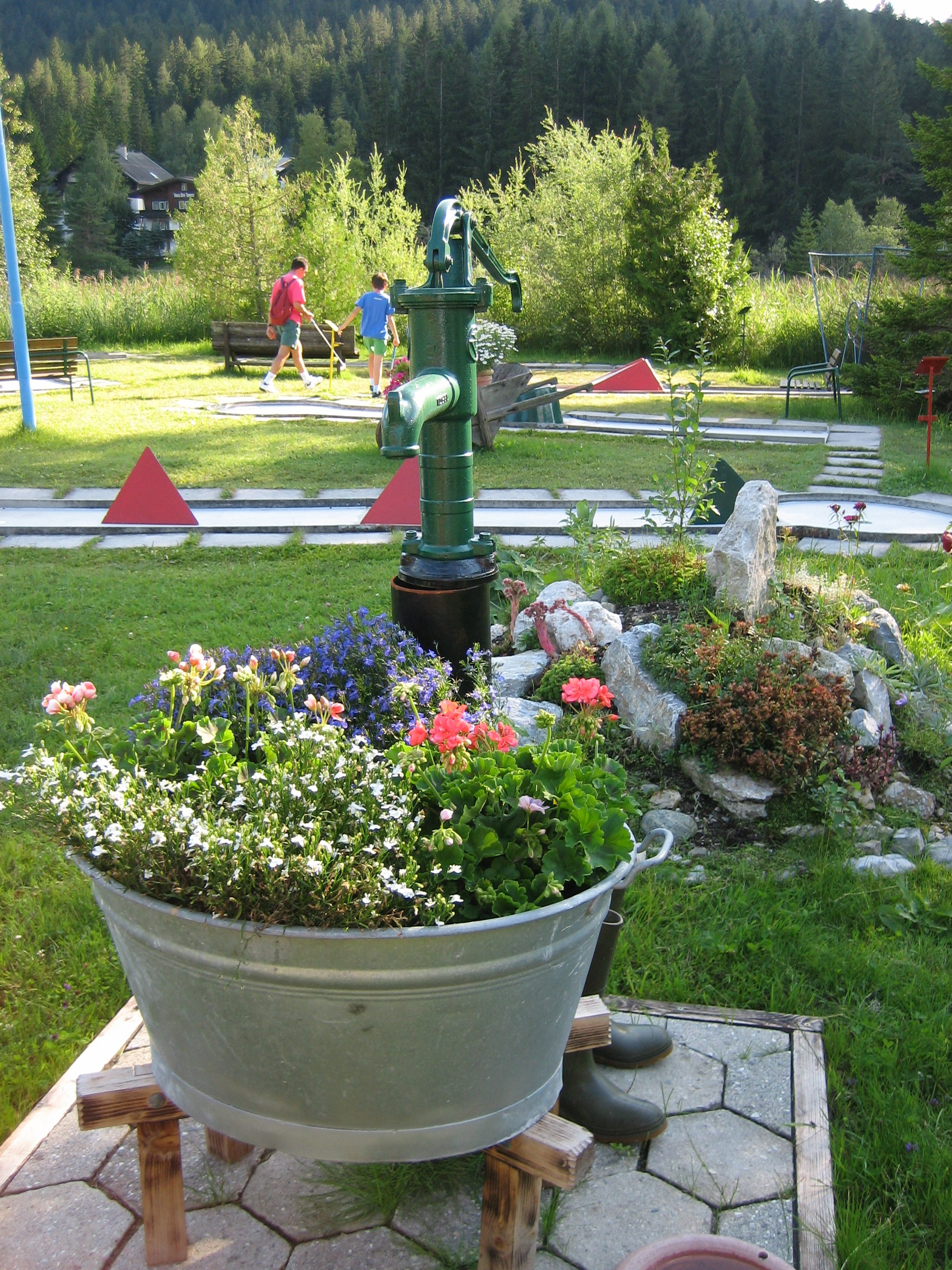
Al minigolf di Seefeld
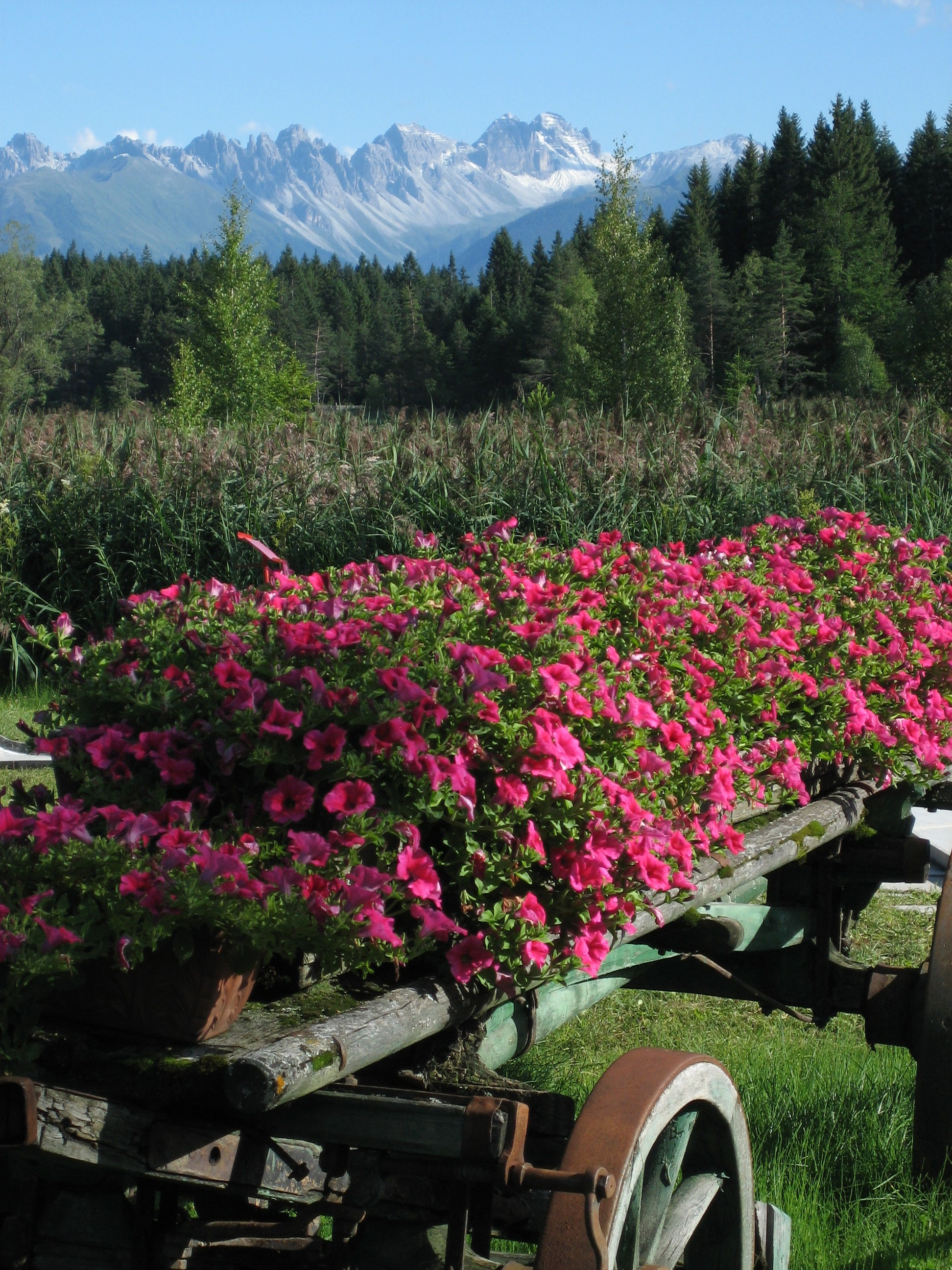
Vista di Seefeld con le Alpi sullo sfondo
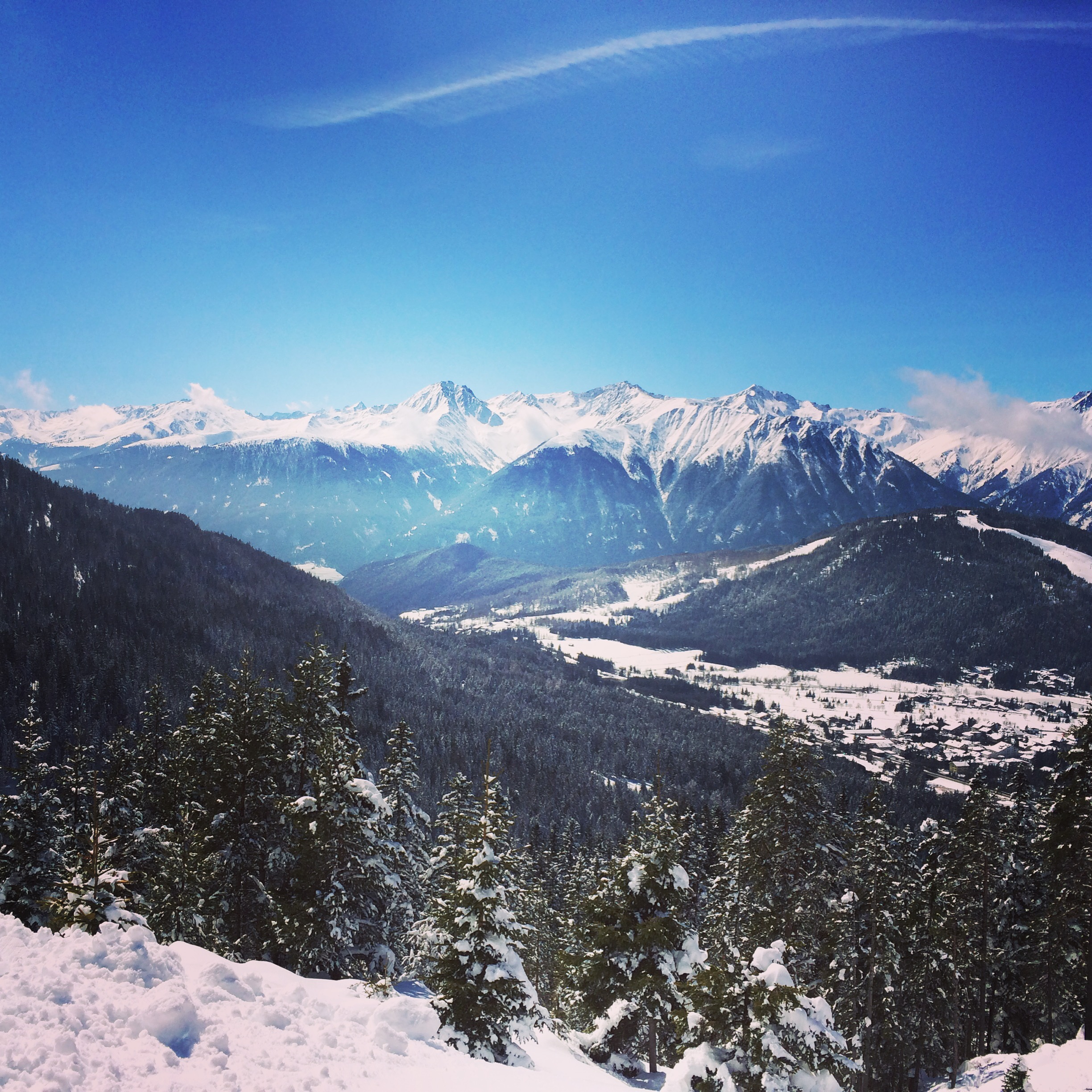
Le Alpi dall'area sciistica di Rosshütte
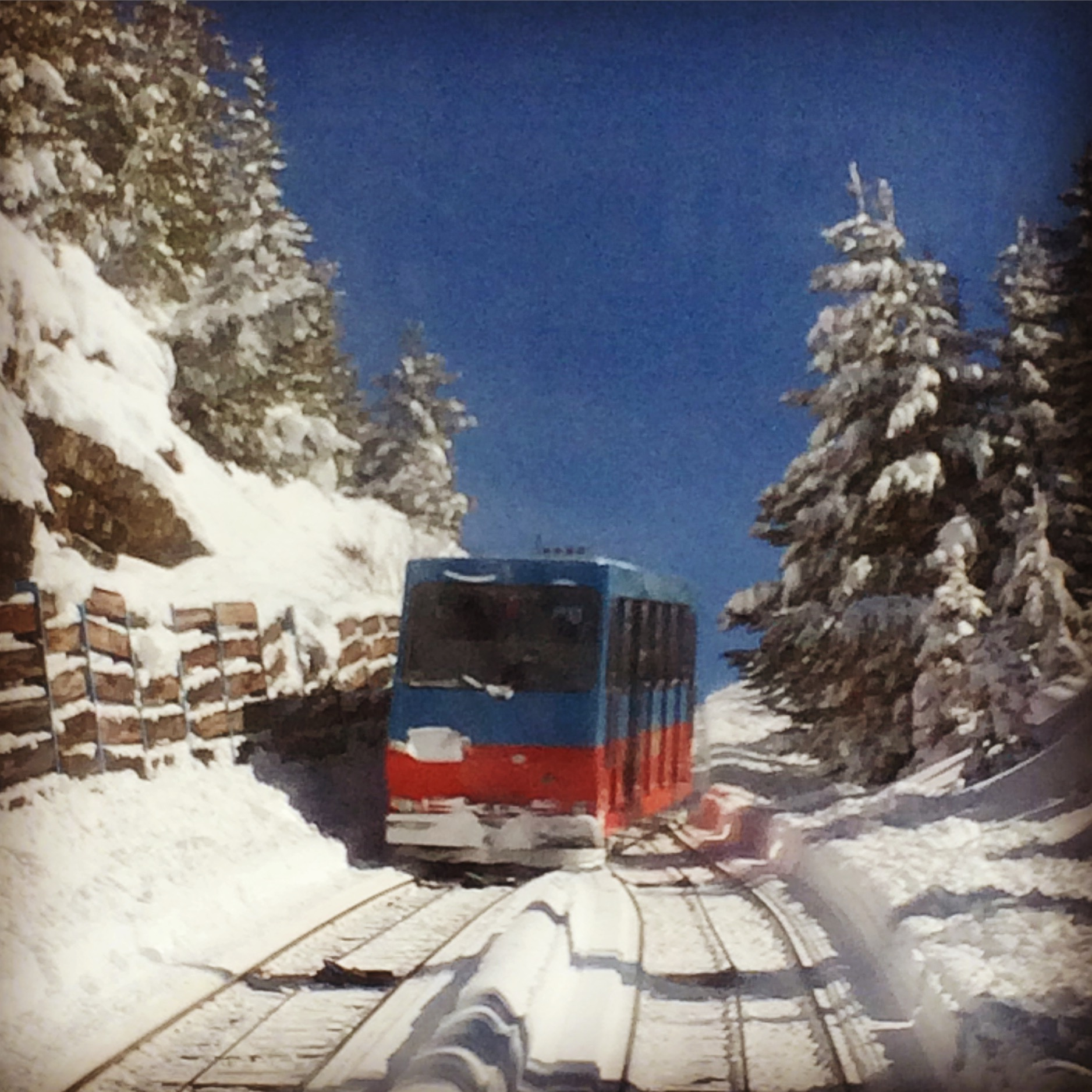
La funicolare dell'area sciistica di Rosshütte
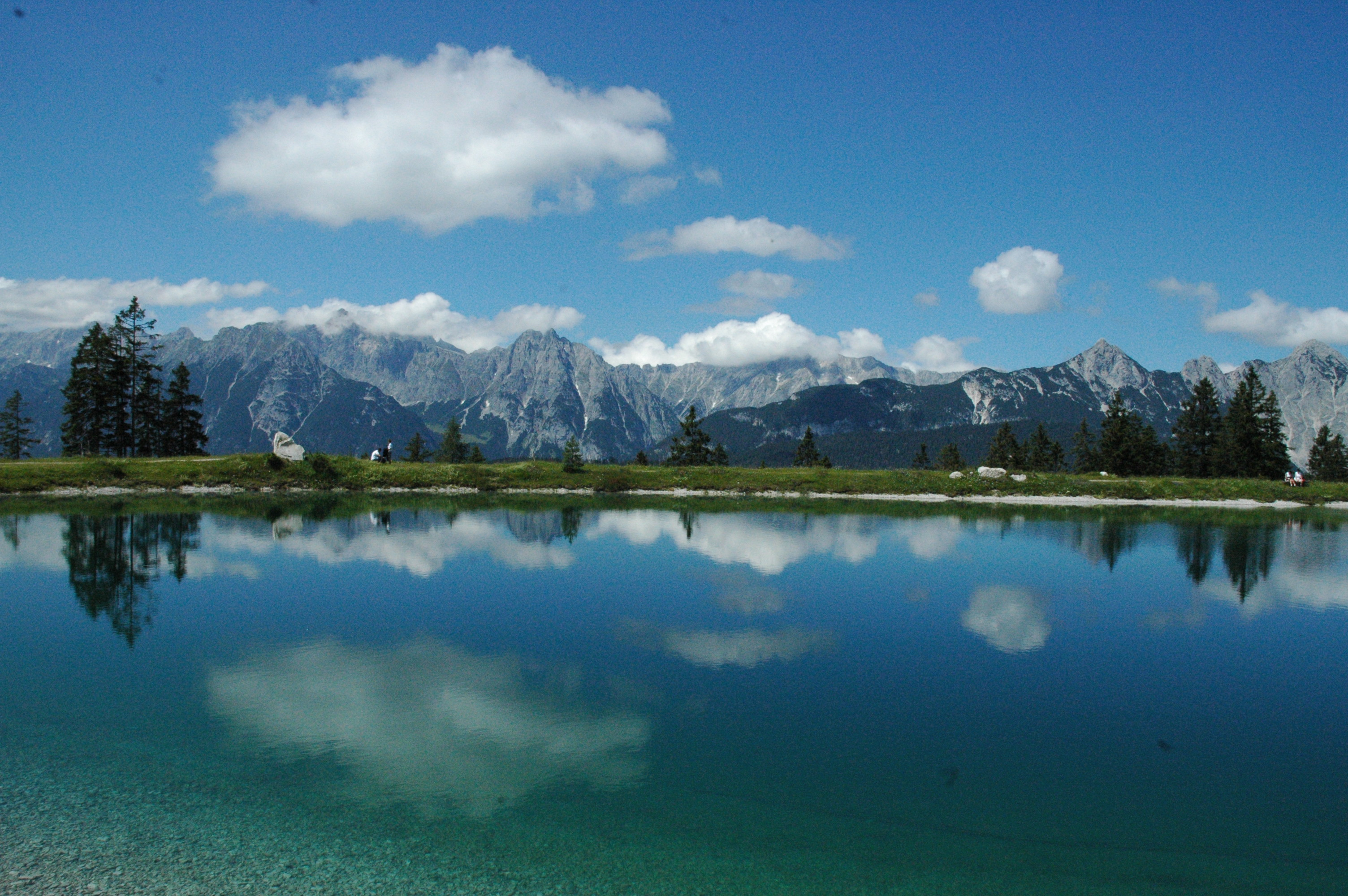
Il lago Kaltwassersee a Rosshütte, Seefeld
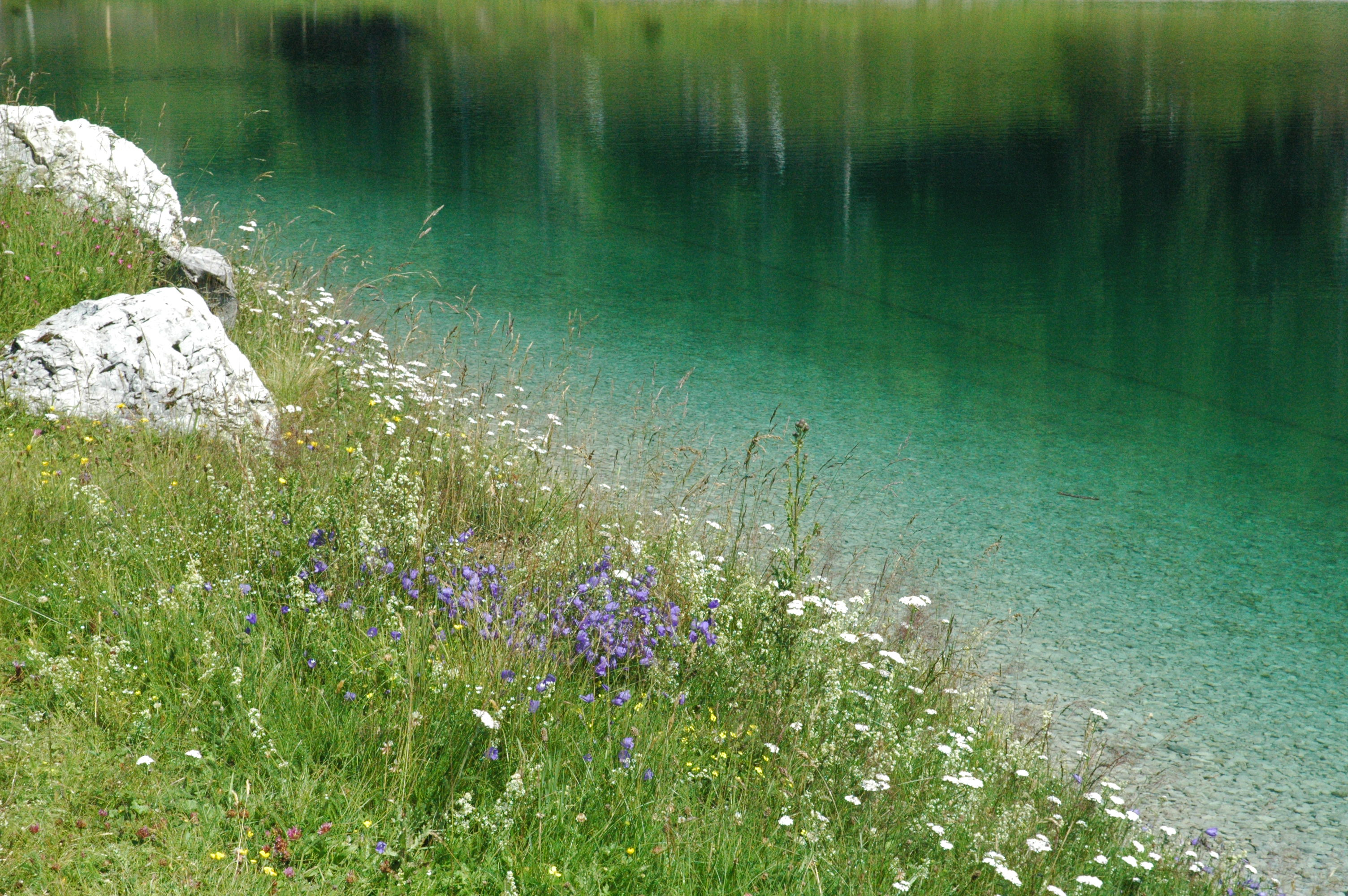
Colori del Kaltwassersee a Rosshütte, Seefeld
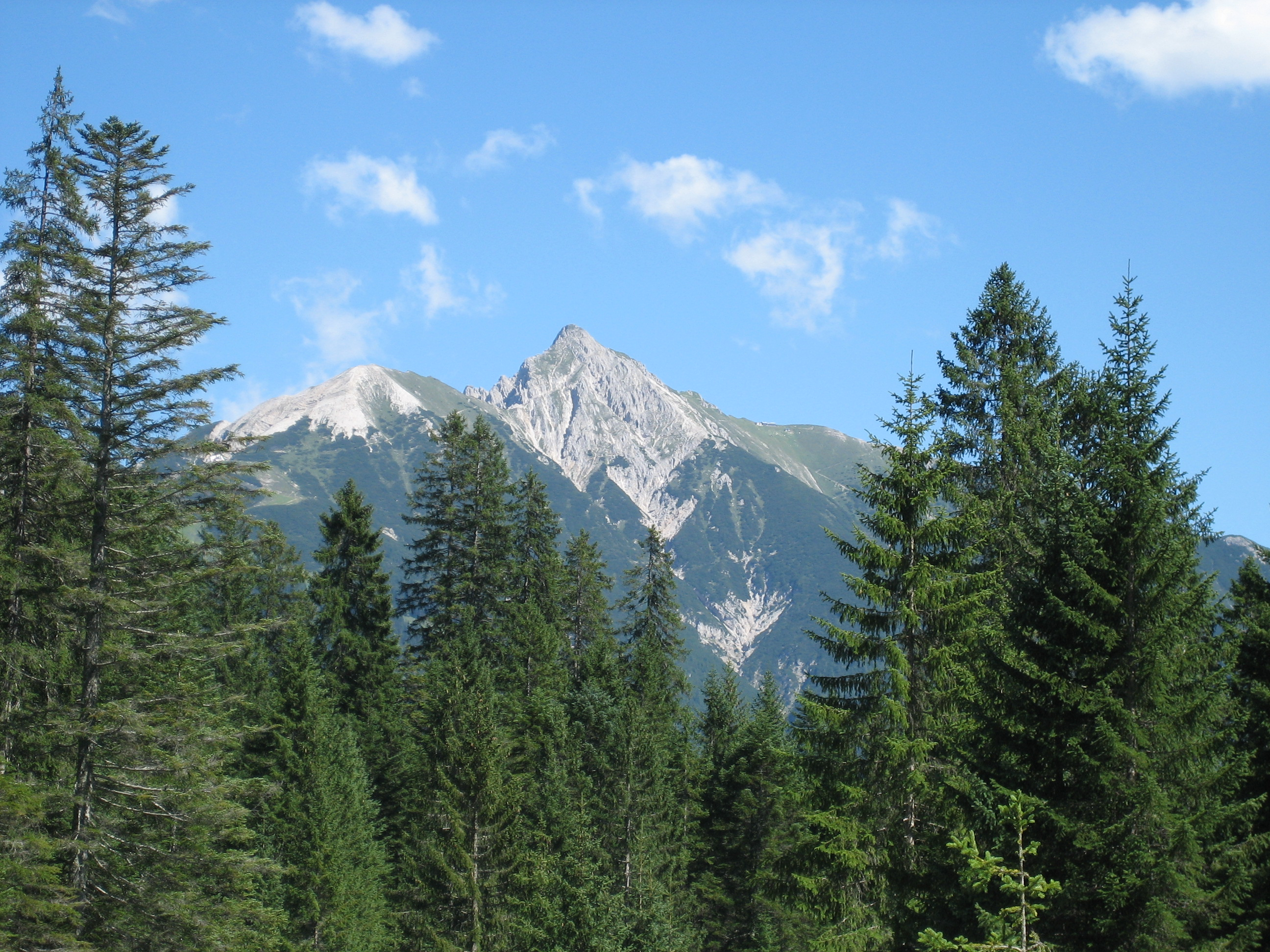
Le Alpi dal lago Wildsee
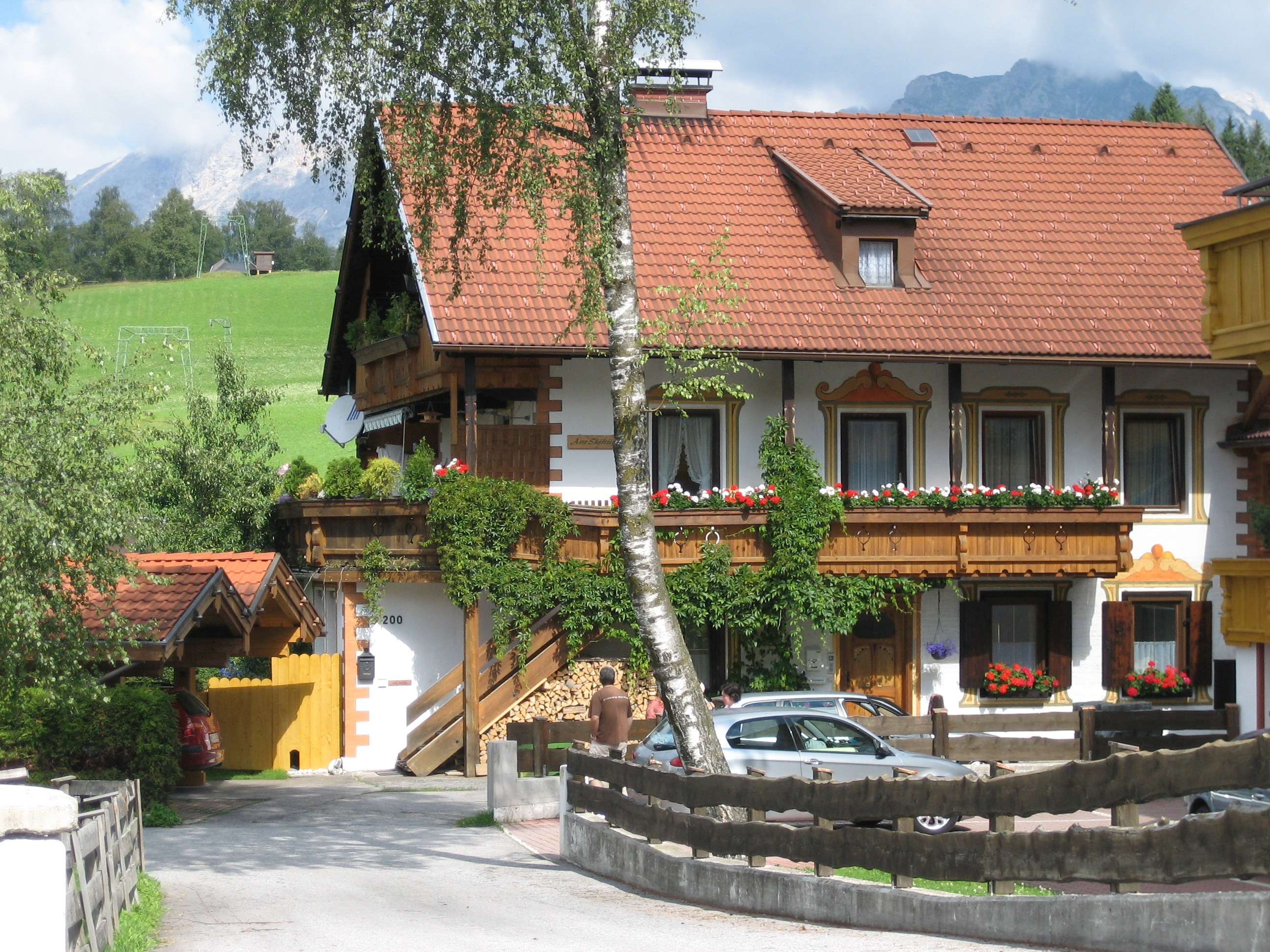
Una bella casa nella Münchner Straße